# Язик до Києва доведе
«Язи́к до Ки́єва доведе́» — кована 6-метрова скульптура у формі металевого кованого язика в Житомирі на Київській вулиці біля ТРЦ «Глобал UA». Встановлена у 2012 році. Язик спрямовано у сторону Києва.
Скульптура принесла обласному центру на Всеукраїнському житомирському фестивалі ковалів «Ковальська весна» у квітні 2012 року рекорд Книги рекордів України.